# 河あきら
河 あきら（かわ あきら、本名：小川 まり子、1950年7月8日 - ）は、日本の漫画家。千葉県東金市出身。女性。

## 概要
代表作に『BAD・AGEシリーズ』、『故国の歌は聞こえない』、『いらかの波』、『ご町内のミナさん!』など。
高校在学中、菅野誠の主宰するマンガ同人会「ミュータントプロ」に参加。
1968年、『COM』（虫プロ商事）68年8月号付録の別冊「ぐら・こん4」で『秋の使い』が新人賞に入選し、掲載。その後、『COM』では1969年9月号にて、第2回｢COM同人誌賞｣奨励賞を受賞している。
1969年、『小さな恋の…』で第16回別マ漫画スクール金賞を受賞し、同作を部分修正･改題した『サチコの小犬』が『別冊マーガレット』（集英社）1969年4月号に掲載され、デビュー。
デビュー後、集英社と専属契約し、『別冊マーガレット』を活躍の場とする。1973年7月号に同誌で掲載した『赤き血のしるし』を皮切りに、社会に反逆する若者の群像を描く作品を立て続けに発表。『BAD・AGEシリーズ』と名付けられた一連の作品はそれまでのコメディ路線とは一線を画し、人気を集め、1977年に初めての連載作品となった『いらかの波』を発表。この作品も人気を博した。
1982年に『セブンティーン』（集英社）に掲載された『風の笛』を最後に集英社との専属契約を終えた後、フリーとなり、『月刊プリンセス』（秋田書店）、『週刊少女コミック』（小学館）で作品を発表。『月刊プリンセス』では『朝陽翔び出す!』、『週刊少女コミック』では『ヨッコのときめきシリーズ』をそれぞれ発表したが、いずれの作品も編集の要求から1970年代前半に多かったラブコメ作品となっている。
1984年に『増刊ヤングレディ』第3号で『10年後の子どもたち』を発表以降、活動の場をレディースコミックに移し、以降『BE・LOVE』･『Me-twin』（いずれも講談社）、『jour すてきな主婦たち』（双葉社）、『MAY』（少年画報社）、『プチコミック』（小学館）等で作品を発表。
編集委員会の委員長を石ノ森章太郎が務めた『日本漫画家名鑑500』にて、『いらかの波』・『かっぱの朝ごはん』・『魔法の粉』・『生きていく理由』の4作品の書影を代表作として掲載している（1992時点）。
2010年、『jour すてきな主婦たち』（双葉社）にて、『WONDER!』を連載、2012年、同誌にて、『ただいま'69』を連載中。 

### 作風
コメディタッチとシリアスタッチを使い分ける。
よく取り上げられるテーマとしては、1971年に発表した『居比里が丘の決闘』にて家族の有り様を描いて以降、「家族」「親子」があり、その傾向は「WONDER!」にも引き継がれていた。
レディースコミックに活躍の場を移した後もコメディ、シリアスを描き分けているが、少女漫画が活躍の場であった時は親子関係の視点が子供側からであったのに対し、レディースコミックに活躍の場を移した後は親の視点に立った親子関係が増加傾向にある。1990年代に入ってからの作風は内容はシリアス、表現はコメディという自身の特徴を融合させたような作品が増加している。

### 画風
人物の描き方は足の長い少女漫画的な絵柄であるが、背景の花などの装飾の少ないシンプルな絵を描く傾向にある。
活動の場をレディースコミックに移した後は、画風もそれまでに比べ線を細くし、人物も縦長の顔にするなど大人向けへの転換を図っている。

## エピソード
- 「墨汁三滴」は表紙は黒一色のクロス布で誌名と号数が白い糸で刺繍されていた。河あきらが毎号、その刺繍を担当していたとのこと。
- 「すがやみつるblog」[4]によると、河あきらは高校3年の時点で就職が決まっておらず、卒業後「墨汁三滴」の批評をしていた江波譲二のところにすがやみつる等と共に住み込みのアシスタントになる予定であったが、別マまんがスクールの金賞を取ったためデビューが決まり、アシスタントにはならなかったと回顧している。ただし河あきら自身は、卒業後の進路が決まっておらず、近所の書店に勤めるつもりだったと雑誌のインタビューで答えており、事実は不明。
- 別マまんがスクールに応募した際にペンネーム（河あきら）しか書かなかったため、編集部では男性と思い込んだ。入選後電話で話して初めて女性と判ったが、既に入選作を掲載した『別冊マーガレット』は印刷されており、そこには男性の作品として批評されていた。
- 上京後は喫茶店でウェイトレスのアルバイトをする傍ら編集者の紹介で忠津陽子のアシスタントを務め、忠津と同じアパート（第2カトレア荘）の隣に住んでいた大和和紀のアシスタントも務めるようになる。
- 『別冊マーガレット』専属時代、度々写真が『別マ』に載ったが、長髪・細身・黒のサングラスにジーパンという出で立ちから、一時期、河あきら＝男性、という説が読者の間に広がった。当時は「ウルフあき」というニックネームがつけられていた。
- 『いらかの波』は当初5回読み切りで掲載されたが、人気が出たため長期連載となった。河あきら自身は4年に渡る連載になるとは夢にも思っておらず、第二部執筆中は本人の言葉を借りれば「どこまで続くかわからない長いトンネルに入った状態」であり、そのためか自身は『いらかの波』については代表作とは認めておらず、「名刺」と表現している。
- NHK連続テレビ小説「ちゅらさん」で河あきら唯一のコミカライズ作品を描いている。その縁から、番組中の主人公・古波蔵恵里の友人である与那原誠と前原琉美子の結婚挨拶の葉書に使われるイラストを手がけた。
- 女性の丸みを帯びた体型が描けない。着衣ではスレンダーという印象であるが、薄着になると華奢な男性体型になってしまう。水着やレオタードでは女性に見えない。
- 石森章太郎の影響を受けたためか、元々キャラクターは丸顔であったが、レディース誌に移った際に細面の顔立ちに変える。しかし本人自身が「細身の顔を描いても丸顔に戻ってしまう」というように、最近の作品では以前よりは全体的に丸顔になっている。
- 現在は地元自治会の役員も務め、地域で使われるポスターのイラストも引き受けている。

## 作品リスト
- サチコの小犬（『別冊マーガレット』1969年4月号[2][5]）
  - デビュー作
- 鬼蛇山の謎（『別冊マーガレット』1969年7月号）
- ありがとうエス（『別冊マーガレット』1969年12月号）
- She is he?（『別冊マーガレット』1970年4月号）
- K・O!!ヤンキー少年
- いらっしゃいませ!
- BAD・AGEシリーズ
  - 1970年代中期に『別冊マーガレット』に掲載された『赤き血のしるし』『ゆがんだ太陽』『わたり鳥は北へ』『太陽への道』『さびたナイフ』の5作品を指す通称。大人の無理解とモラトリアムを描いたシリーズ。そのうち『ゆがんだ太陽』『わたり鳥は北へ』『太陽への道』は三部作としてシリーズを構成している。
    - 赤き血のしるし
    - ゆがんだ太陽
    - わたり鳥は北へ
    - 太陽への道
    - さびたナイフ
- ウルフガール・サチ
- 雪のマフラー
- 木枯らし泣いた朝
- さすらいジーンズ
- つむじ風の日記
- 父さんの誕生日
- 悲しきB・F
- お泊りはこちら!
- ブラックリストNo.1
- 今は夜中の3時ごろ
- さよなら あまえっ子
- カラコロと
- 故国の歌は聞こえない（『別冊マーガレット』1976年6月号 - 11月号）
  - 東南アジアの某国から日本に潜入したスパイの悲哀を描いた作品。
- あなたは笑うよ（『別冊マーガレット』1977年1月号）
- いらかの波（『別冊マーガレット』1977年4月号 - 1980年11月号）
  - 単行本が同社のマーガレットコミックスから10巻まで刊行された連載作品。この作品は主人公が大工を目指す少年の淡々とした成長物語と周囲のスラップスティックコメディーが際立つ作品。養子（主人公）と養父母という暗くなりがちな関係をメインテーマにしたにもかかわらず、全体をコメディタッチで描き、明るく爽やかな作品を作り上げ、人気を博した。
- まーやのバースデー
- 特ダネや〜い!
- ペペおばさんの涙
- 空の色の童話
- トコとろくでなし
- あしたは日曜日
- おばあちゃまの大革命
- アイ・アム奥さま
- 夢の島の23万円
- ちいさな島の仲間たち
- 朝陽飛び出す!
- ヨッコのときめきシリーズ
- 山河あり
- マッチ箱とんとん
- パパとママは恋してる
- なんとかしてよォ
- もう やだァ!
- 気になるなァ
- ほんとかしら!?
- おねえさんと一緒
- すでにもう善人（『MAY』1984年 - 1989年）
  - レディースコミックに活躍の場を移行した後の初めての連載。元暴走族の同棲カップルが姉の子供を成り行きで引き取り、育てながら家族の形を模索していく様をコメディタッチで描く。
- まほうつかいの象（『BE・LOVEパフェ』1993年）
  - 動物園の象を狂言回しに、いじめられ事故死した子供の苦悩と、遺された親やいじめた少年の想いを描いた作品。
- シンデレラ戦争
- 今夜のメニューは?
- 山にはカラス
- はじめに咲く桜
- ちょっと異常な冬の日
- ご町内のミナさん!（『MAY』1994年 - 2000年11月号）
  - 自治会活動がテーマ。内容はシリアスながら表現はコメディタッチで描かれている。地域の繋がりの薄さが問題になった2000年代初めに、その話題性から2002年6月のNHK BS1「インターネットディベート」にてインタビューを受けている。
- ちゅらさん
- WONDER!（『jour すてきな主婦たち』2002年7・8・12月号、2003年1・5・7・8・9月号、2003年11月号 - ）
  - 叔父夫婦に引き取られた子供の成長と、それを取り巻く人々の家族関係、さらには幼児虐待や老人介護等の問題を描く。『ご町内のミナさん!』と比べてコメディ要素が少なくなっている。読切作品として発表したが、好評であったため、不定期に読切が掲載された後、連載作品となった。
- ただいま'69